# Ван де Велде, Стевен
Стевен ван де Велде  (нидерл. Steven van de Velde, nl; род. 8 августа 1994, Гаага) — нидерландский игрок в пляжный волейбол.  Участник летних Олимпийских игр 2024 года в паре с  Мэттью Иммерсом.
В марте 2016 года Ван де Велде признал себя виновным по трём пунктам обвинения, включая   обвинение в «изнасиловании ребёнка в возрасте до 13 лет». Судья приговорил спортсмена к четырём годам тюремного заключения и поместил его в реестр сексуальных преступников Великобритании, где его имя остаётся по сей день. Вынося обвинительный приговор, судья также заявил, что олимпийским надеждам голландца теперь никогда не суждено сбыться.
В соответствии с договором между Нидерландами и Великобританией Ван де Велде был переведён в Нидерланды для отбывания наказания. Поскольку юридическое определение изнасилования в  странах различается, обвинение в изнасиловании   было заменено на менее тяжкое преступление  — «сексуальные действия, нарушающие социально-этические нормы» в соответствии с местным законодательством, и приговор был скорректирован соответствующим образом.  Отсидев 13 месяцев из своего первоначального четырёхлетнего срока, он был освобождён из тюрьмы.
Ван де Велде вернулся к международным соревнованиям в 2018 году. Нидерландская ассоциация волейбола разрешила ему возобновить карьеру  волейболиста. В 2024 году он был  выбран для представления Нидерландов на летних Олимпийских играх 2024 года.  Однако,  национальный  олимпийский комитет изолировал Ван де Велде от остальной голландской команды и запретил ему общаться со СМИ.  Онлайн-петиция, призывающая к его отстранению от Олимпиады, собрала более 100 000 сторонников.
Он женат на Ким ван де Велде  (урождённой Беренс), немецкой волейболистке. У пары есть  ребёнок, родившийся в 2022 году. Его зять — футболист Кевин Беренс.